# Cacatecuauta
Cacatecuauta är en ort i Mexiko.   Den ligger i kommunen Cuetzalan del Progreso och delstaten Puebla, i den sydöstra delen av landet, 180 km öster om huvudstaden Mexico City. Cacatecuauta ligger 658 meter över havet och antalet invånare är 319.
Terrängen runt Cacatecuauta är huvudsakligen kuperad, men åt sydost är den bergig. Terrängen runt Cacatecuauta sluttar norrut. Runt Cacatecuauta är det tätbefolkat, med 383 invånare per kvadratkilometer. Närmaste större samhälle är Ciudad de Cuetzalan, 4,6 km sydväst om Cacatecuauta. I omgivningarna runt Cacatecuauta växer huvudsakligen savannskog.